# Argo (ROV)
Argo é uma plataforma submarina rebocada de alta profundidade e não tripulada que dispões de câmeras de vídeo para a exploração. Foi desenvolvida pelo Dr. Robert Ballard no Instituto Oceanografico Woods Hole (Laboratório de Profunda Submersão). Argo tornou-se famoso pelo seus trabalho no descobrimento do RMS Titanic em 1985. O submarino Argo também foi utilizado na descoberta do navio de guerra Alemão Bismarck.
A plataforma rebocada é capaz de operar a 6000 metros de profundidade, isso significa que em 98% do tempo alcança o fundo do oceano. O original Argo utilizado para encontrar o Titanic tinha 15 metros de comprimento, 3.5 metros de altura e 3.5 metros de largura, pesando cerca de 4000 quilos a nível do mar. Ele tinha um conjunto de câmeras que filmavam sua frente e abaixo de si, filmagem possibilitado por seu sistema de iluminação com luz estroboscópica e luz incândescente, que ajudavam na iluminação do fundo do mar.